# Palazzo Porto (Contrà Porti)
| Imagem: Cidade de Vicenza e Villas de Palladio no Véneto | O Palazzo Porto (Contrà Porti) está incluído no sítio "Cidade de Vicenza e Villas de Palladio no Véneto", Património Mundial da UNESCO. |  |

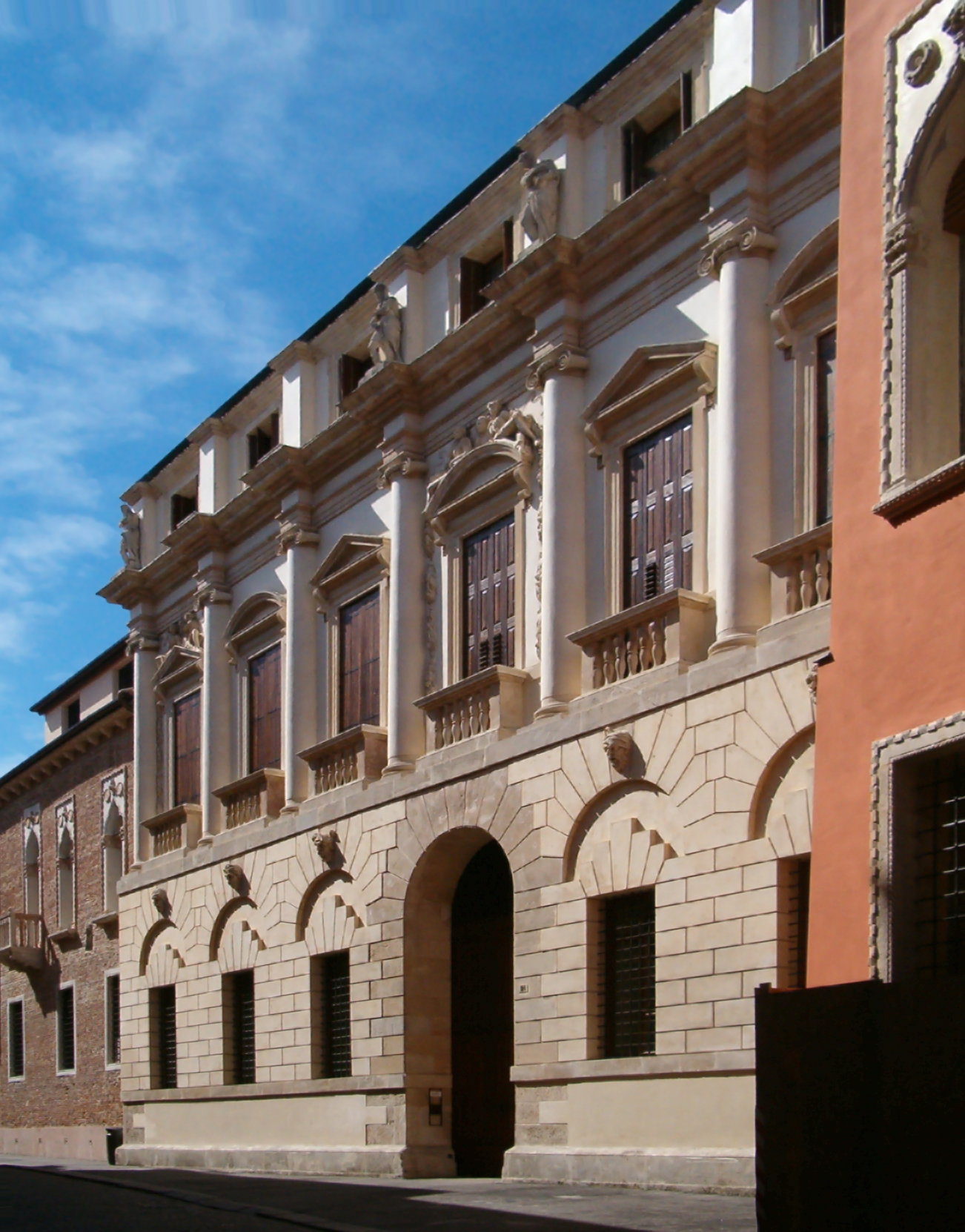
Fachada do Palazzo Porto.

O Palazzo Porto, obra do arquitecto Andrea Palladio, é um palácio italiano que se situa em Vicenza, no Contrà Porti. É um dos dois palácios projectados na cidade por Palladio para a família  Porto (sendo o outro o Palazzo Porto na Piazza Castello); encomendado pelo nobre Iseppo da Porto, acabado de casar (cerca de 1544), o edifício viveu uma fase bastante longa de planeamento  e ainda mais longa - e trabalhosa - na sua realização, que ficou em parte incompleta.
Os planos seguintes mostram a casa de Iseppo de' Porti, um membro dessas famílias nobres da dita cidade. Esta residência dá para duas ruas públicas. Por esta razão, possui duas entradas dotadas cada uma de quatro colunas que têm uma abóbada suportando o espaço acima delas. (...) O peristilo do pátio, ao qual se chega por um corredor partindo das acima referidas entradas, tem colunas de 36 pés e meio de altura, quer dizer que serão tão altas como os dois primeiros andares. Atrás dessas colunas, encontram-se pilastras (...), que suportam o pavimento da loggia acima. Este pátio divide a casa em duas partes. A parte à frente serve ao dono, às mulheres e aos criados. A parte atrás serve para albergar hóspedes, de tal forma que os habitantes da casa e os hóspedes não se incomodam mutuamente, ao que os Antigos, em particular os Gregos, atribuiam grande importancia. Por outro lado, esta divisão ainda é útil para o caso de os descendentes do referido senhor desejarem ter salas separadas. Eu quis dispor a escadaria sob o pórtico, de maneira a que esteja no meio do pátio; o visitante, tomando-a descobrirá contra a sua vontade as mais belas partes do edifício. Além disso, estando no meio, a escadaria serve igualmente as duas partes da construção.—  Palavras de introdução relativas à descrição do Palazzo Porto por Palladio em I Quattro Libri dell'Architettura, o seu livro sobre a teoria da arquitectura.
Juntamente com as outras obras arquitectónicas palladianas de Vicenza, o palácio está classificado, desde 1994, como Património Mundial da Humanidade pela UNESCO, inserido no sítio Cidade de Vicenza e Villas de Palladio no Véneto.

## História

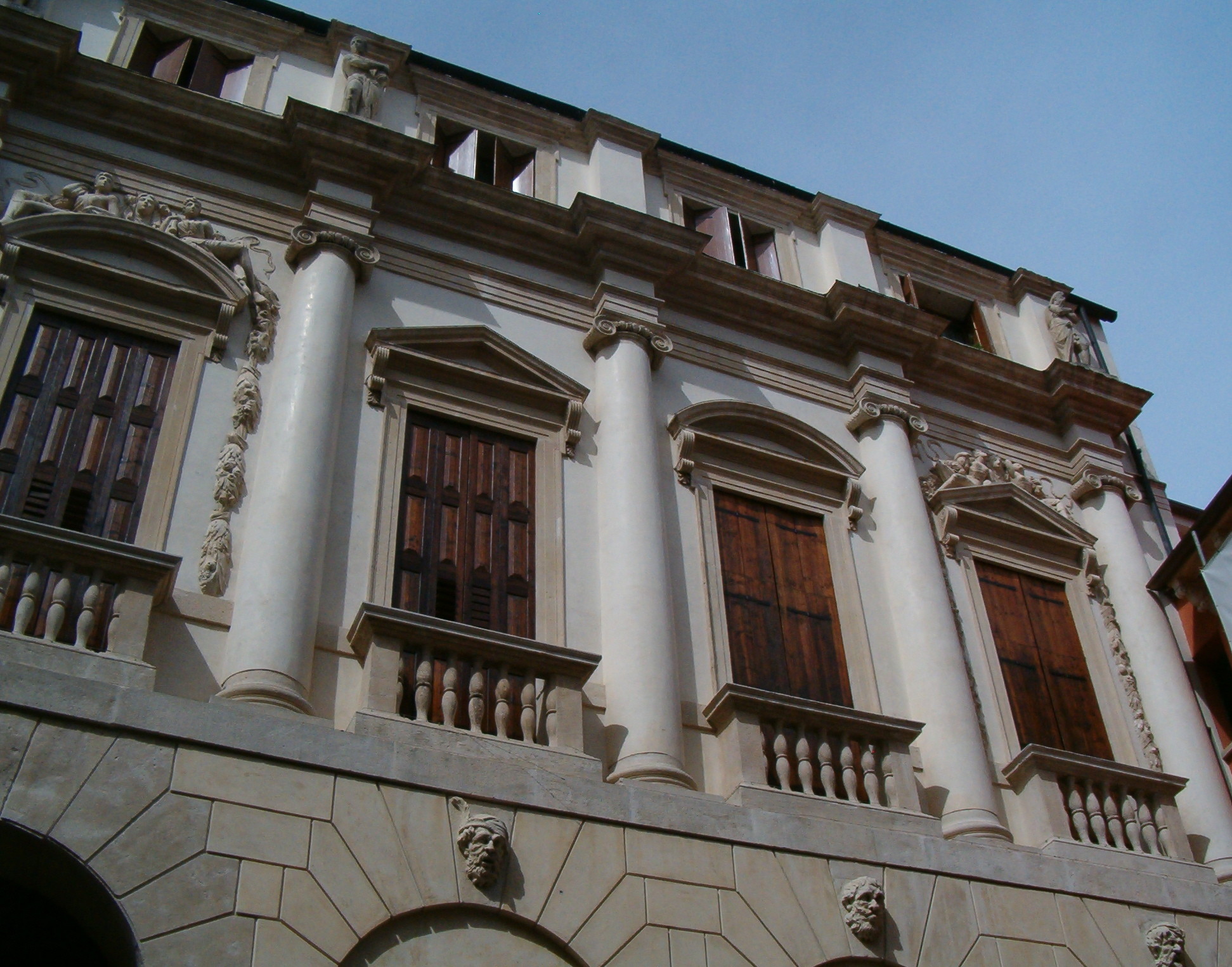
Detalhe da fachada.

É muito provável que Iseppo (Giuseppe) Porto tenha empreendido a construção dum grande palácio na Contrada dei Porti impulsionado pela emulação nos confrontos com aquele que os seus cunhados Adriano e Marcantonio Thiene tinham começado a realizar, a poucas dezenas de metros de distância, em 1542. É possível que o próprio matrimónio de Iseppo com Livia Thiene, na primeira metade da década de 1540, tenha sido a ocasião concreta que determina a chamada de Andrea Palladio.
Aliados aos Thiene, os Porto eram uma família rica e poderosa na cidade, facto atestado pelos palácios dos diversos ramos da família ao longo da contrada que ainda hoje leva o seu nome. Iseppo foi uma personagem influente, com diversas responsabilidades na administração pública da cidade, que mais de uma vez se interligou com encargos confiados a Palladio. Muito provavelmente, entre os dois as relações deviam ser mais estreitas que entre cliente e arquitecto, se considerarmos que trinta anos depois do projecto para este palácio de cidade, Palladio projectou e começou a realizar uma grande villa para Iseppo, a Villa Porto em Molina di Malo, jamais concluida. Os dois amigos faleceram no mesmo ano, em 1580.
O Palazzo Porto estava habitável em Dezembro de 1549, com menos de metade da fachada, concluida três anos mais tarde, em 1552. Numerosos desenhos autografados por Palladio testemunham um processo de planeamento complexo, que previa desde o início a ideia de dois blocos residenciais distintos, o primeiro ao longo da rua e o segundo atestado na parede de fundo do pátio. Em I Quattro Libri dell'Architettura, os dois blocos estão ligados entre si por um majestoso pátio com enormes colunas compósitas: trata-se claramente duma reelaboração da ideia original a fim da publicação.

## O projecto de Palladio

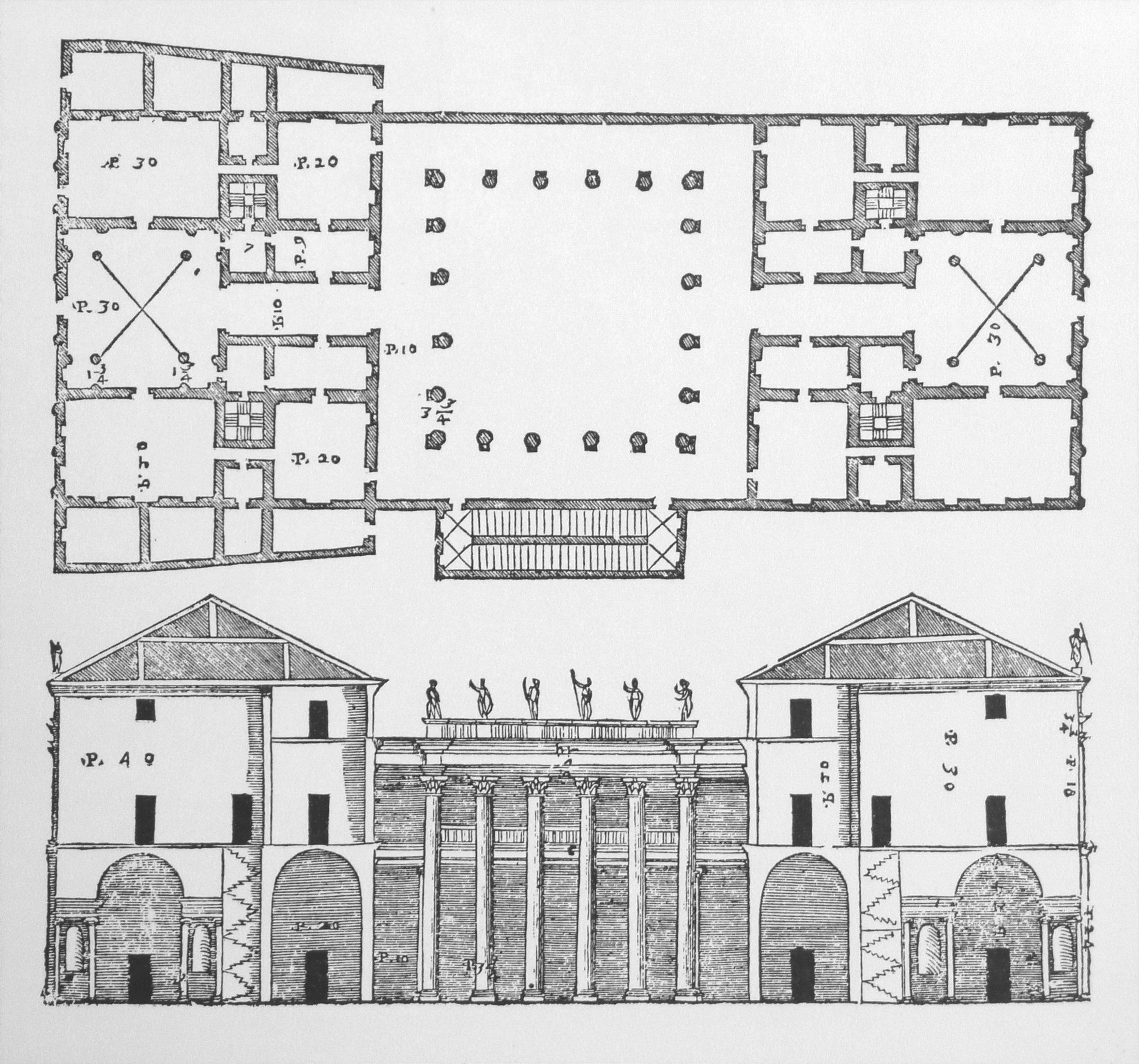
Planta e vista do Palazzo Porto publicadas nos Quattro Libri.

Confrontat«do com o Palazzo Civena, precedente apenas por alguns anos, o Palazzo Porto ilustra em pleno a medida da evolução palladiana posterior à viagem a Roma de 1541 e ao contacto com a arquitectura antiga e contemporânea. O modelo bramantesco do Palazzo Caprini foi aqui reinterpretado tendo em conta o hábito vicentino de habitar o piso térreo, que assim resulta mais alto. O esplêndido átrio com quatro colunas é uma reinterpretação palladiana dos espaços vitruvianos, onde também sobrevive a lembrança das tipologias tradicionais vicentinas.

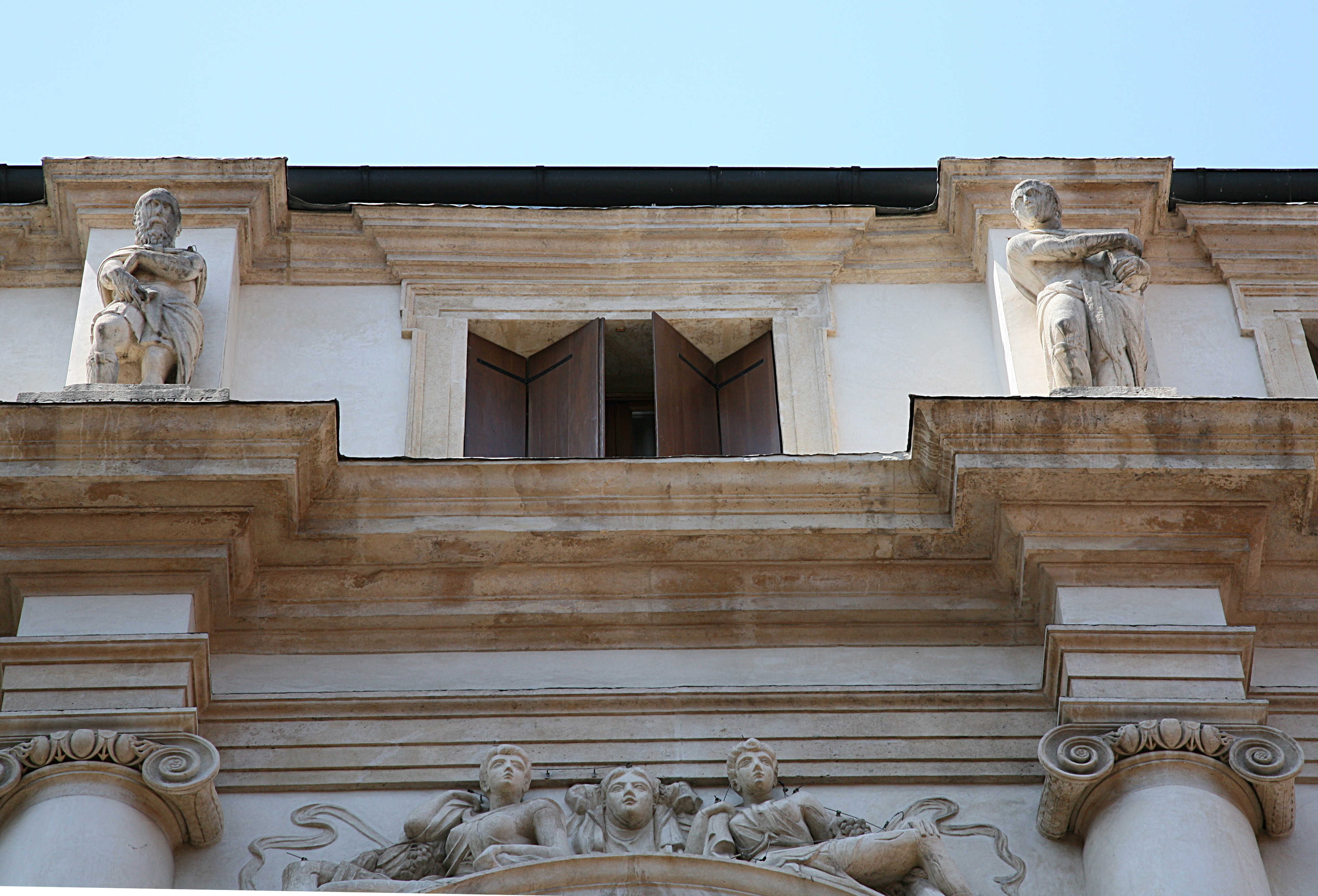
As estátuas dos clientes, Iseppo e o seu filho Leonida, no ático.

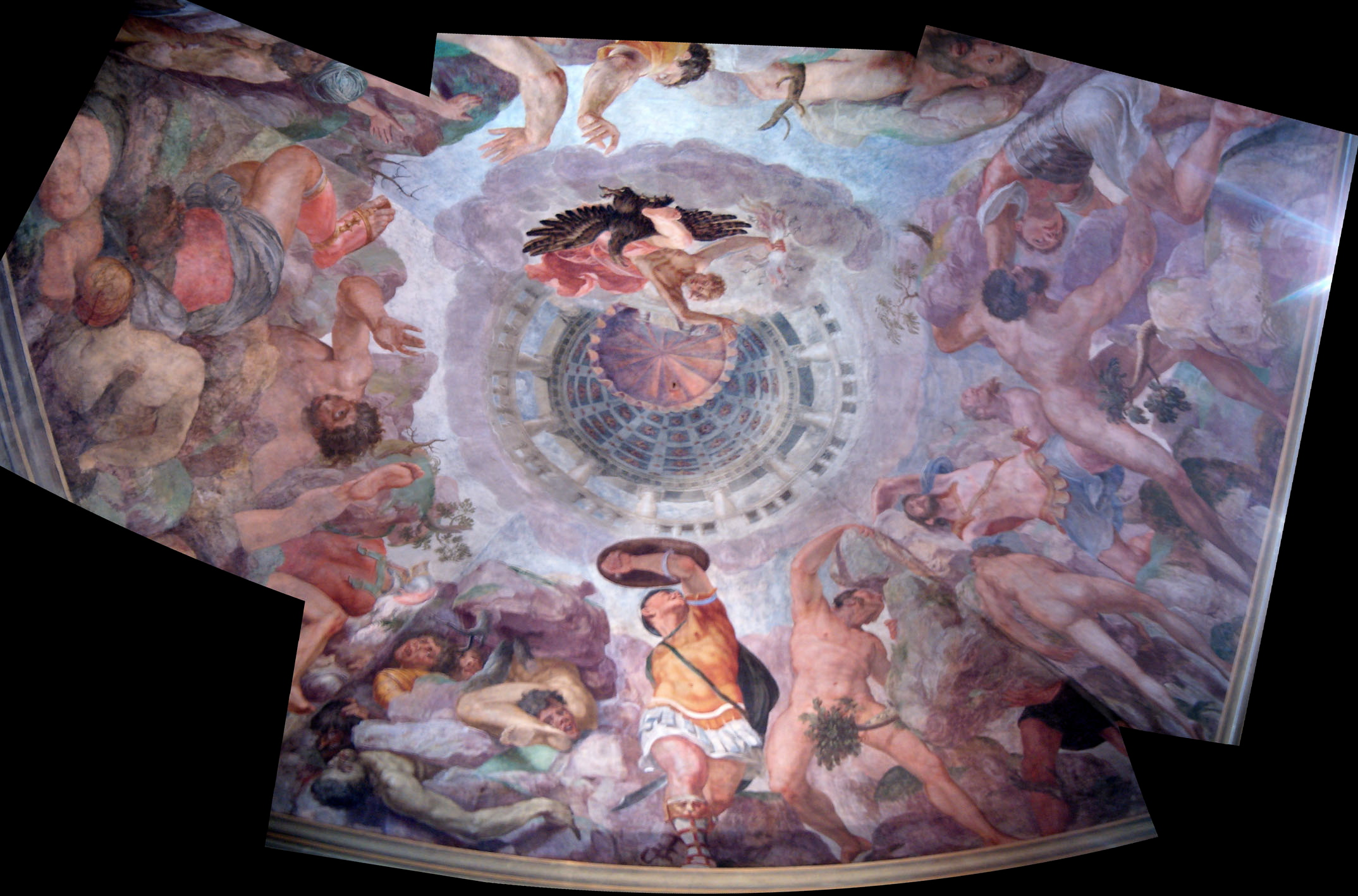
Parte da abóbada afrescada no salão, com a Queda dos Gigantes de Domenico Brusasorzi.

As soluções deviam fazer frente a uma exigência - a criação dum palácio e foresteria para os hóspedes ilustres - e a uma circunstância - um lote de terreno alongado e estreito entre duas ruas. O projecto trabalha, assim, sobre dois vectores: o vertical da fachada e o horizontal da distribuição planimétrica.
O "diálogo" entre projectista e cliente ocorre através de numerosos desenhos, variantes, repensamentos e correcções in itinere, dos quais podemos reconstruir as fases graças a cinco desenhos conservados  no Royal Institute of British Architects (RIBA) de Londres.
A genialidade do arquitecto mostra-se, portanto, na combinação de dois problemas numa solução única e de grande profundidade. A disposição da foresteria e do corpo principal não cria duas alas distintas - como nos primeiros projectos - mas é combinada num pátio/peristilo colunado, a fachada abandona o coríntio (agora passado à fachada interna) deixando espaço ao mais contextual jónico (combinado com o colmeado da base). Os dois elementos são ligados por uma elegante solução com um átrio/charneira em ordem dórica.
Depois duma brilhante - mas longa - fase de planeamento, o projecto vê a realização do corpo principal, com algumas substanciais modificações distributivas, e da - ainda que simplificada - foresteria. Objecto de variadas reestruturações e ampliações, o edifício mantém intacta somente a sua face "pública".

## Decorações
As duas salas à esquerda do átrio foram afrescadas por Paolo Veronese e Domenico Brusasorzi, enquanto os estuques são de Ridolfi. No ático do palácio, as estátuas de Iseppo e do seu filho Leonida, vestidos como antigos romanos, observam a entrada dos visitantes na sua casa.

Planta segundo as xilogravuras dos Quattro Libri.
Fachada principal.
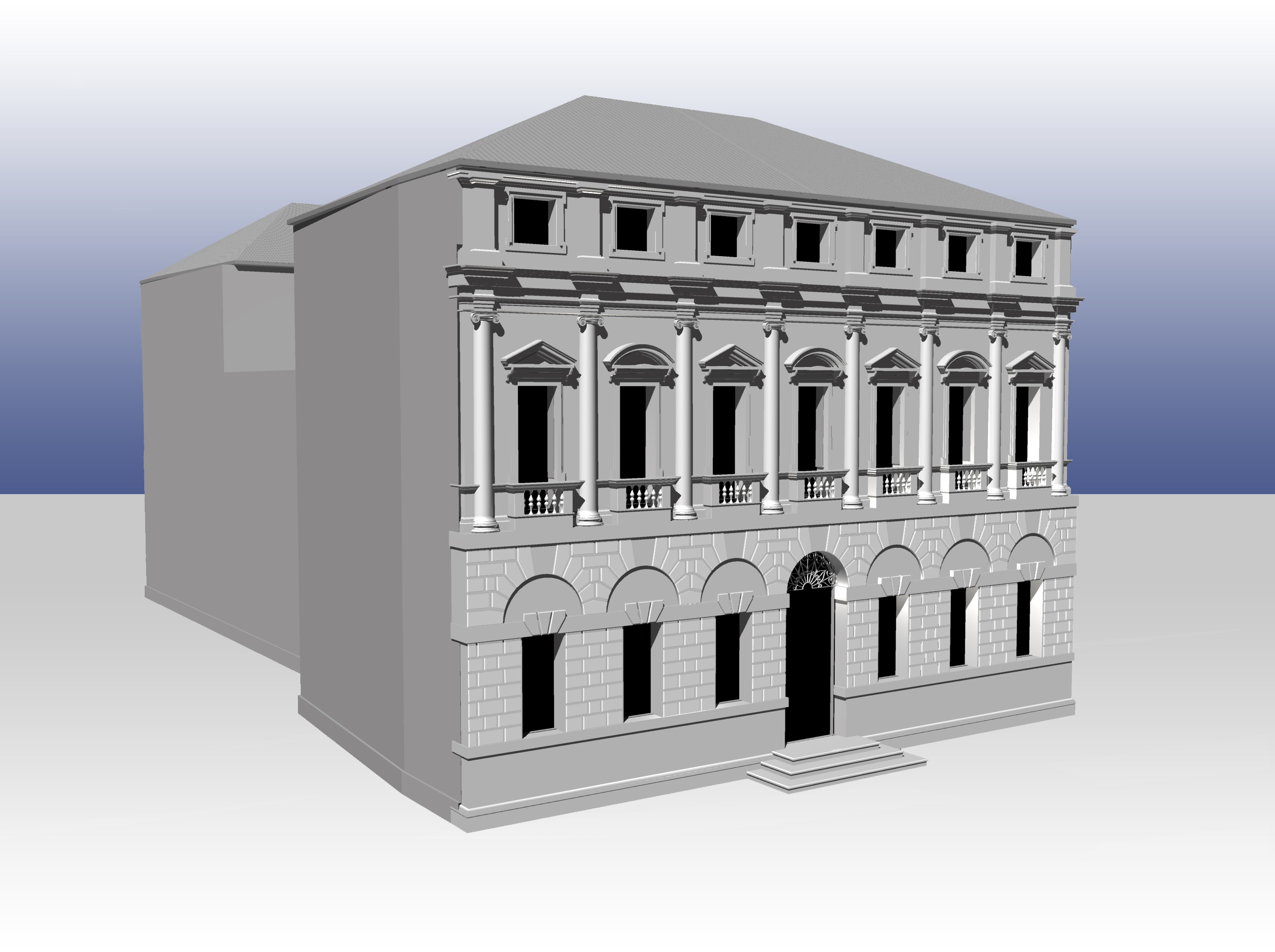
Reconstituição segundo os desenhos dos Quattro Libri
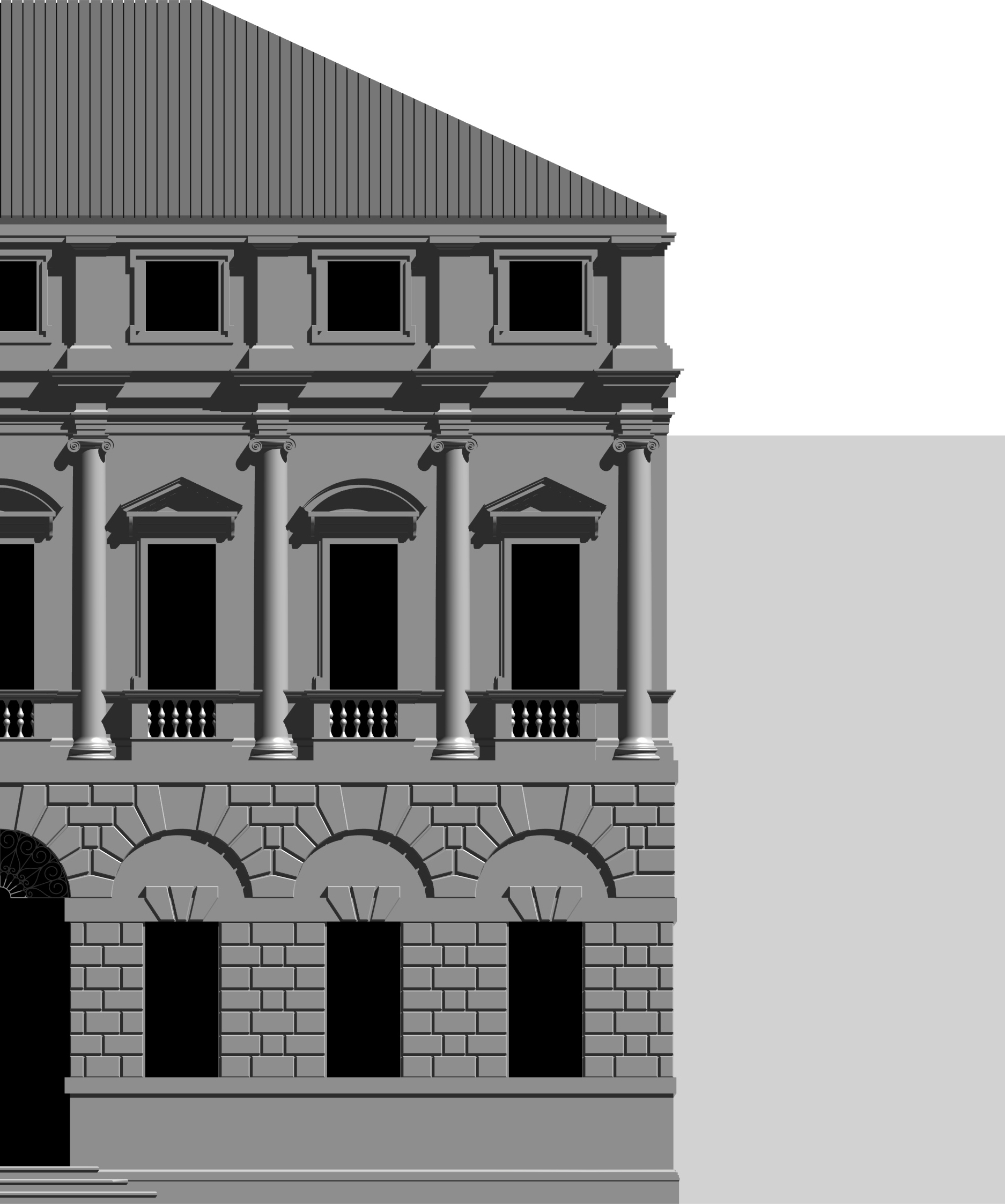
Reconstituição da fachada
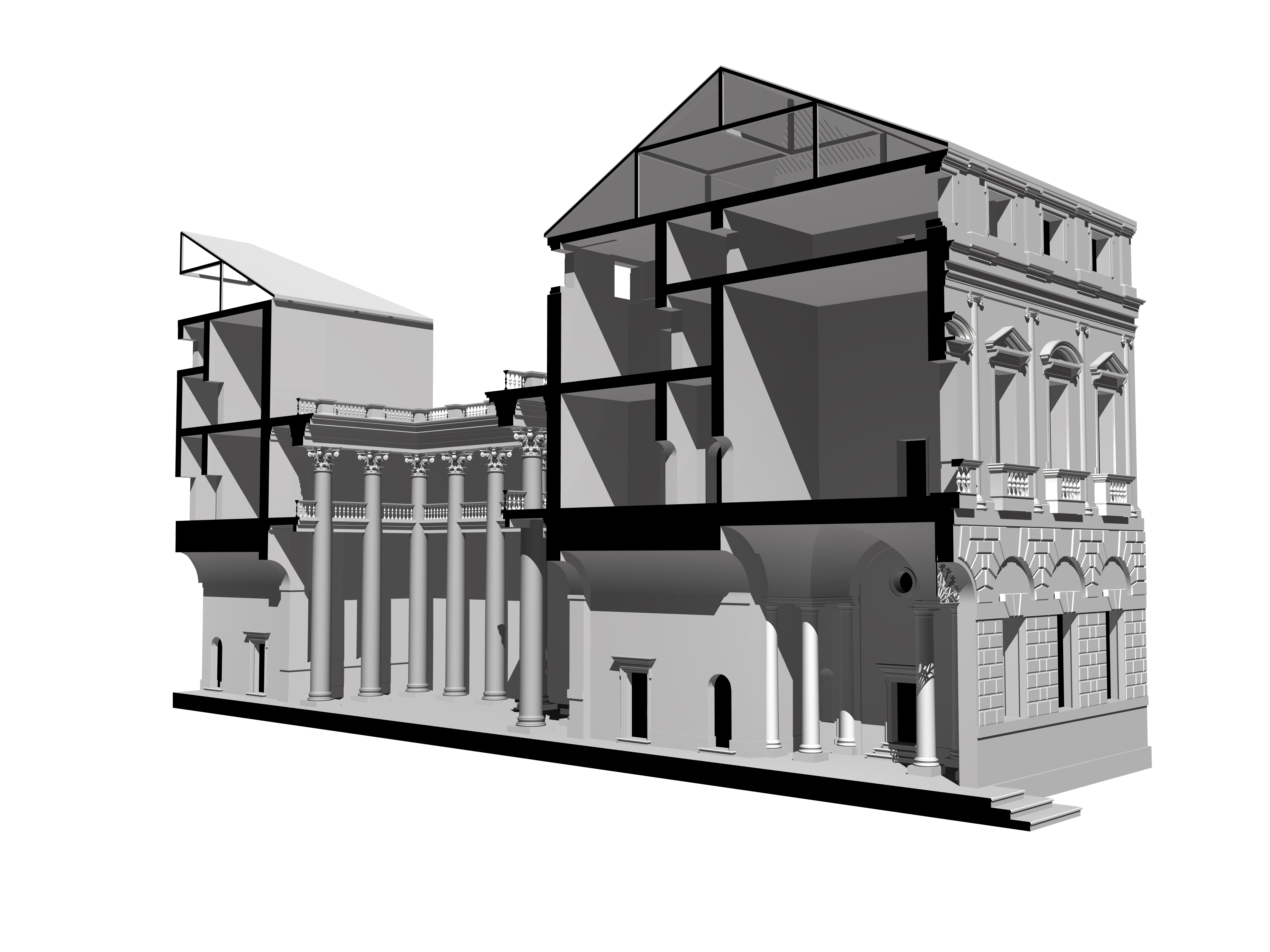
Corte transversal
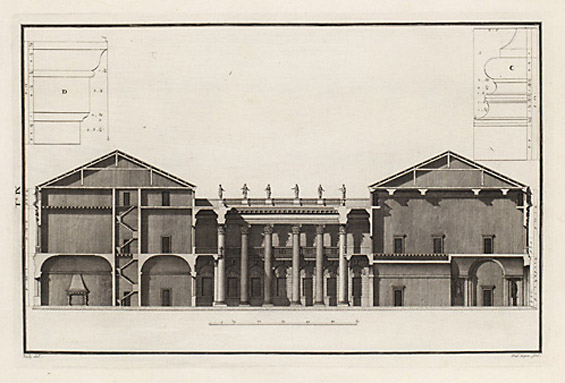
Secção por Ottavio Bertotti Scamozzi, 1776.
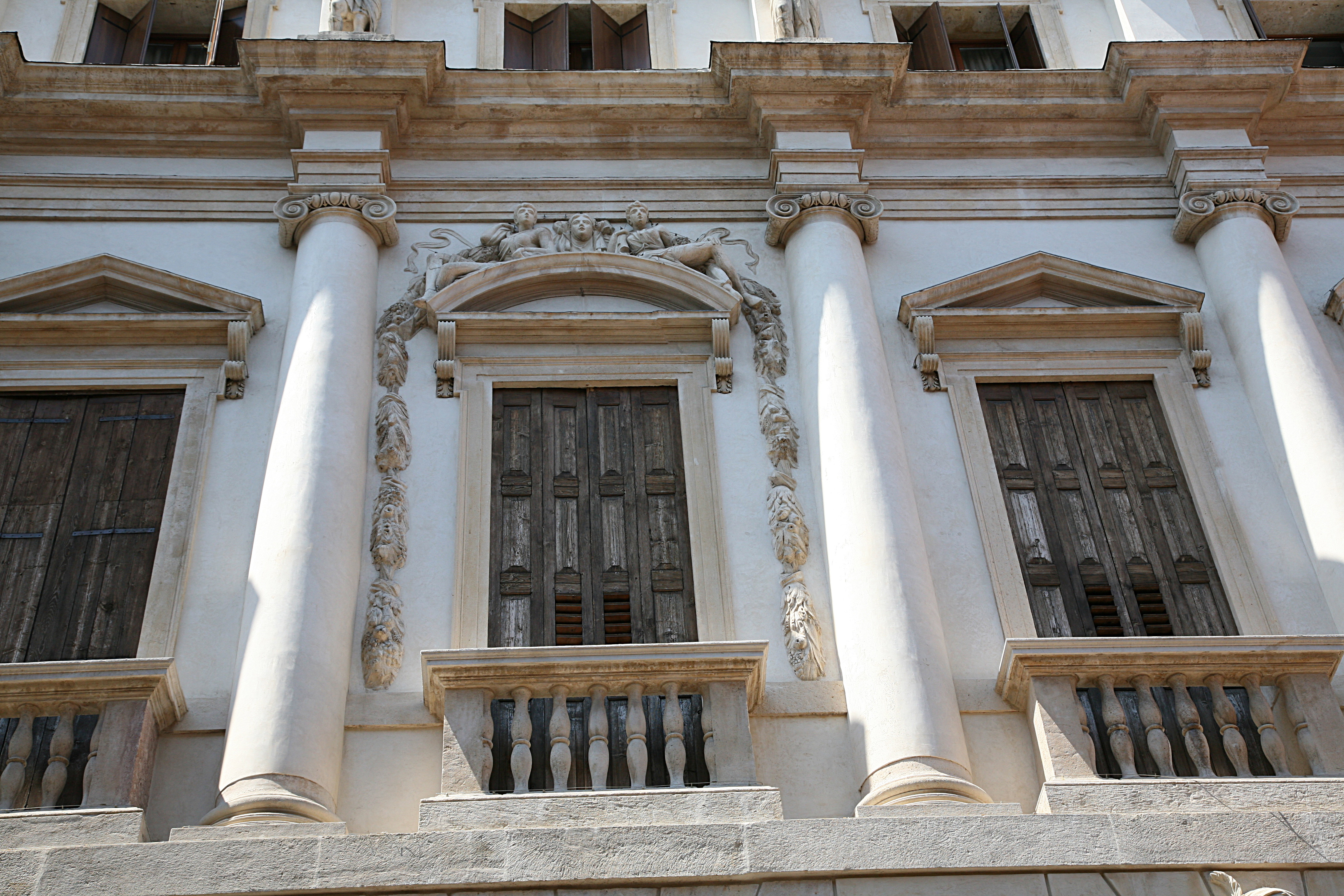
Detalhe da janela sobre a arcada de entrada.
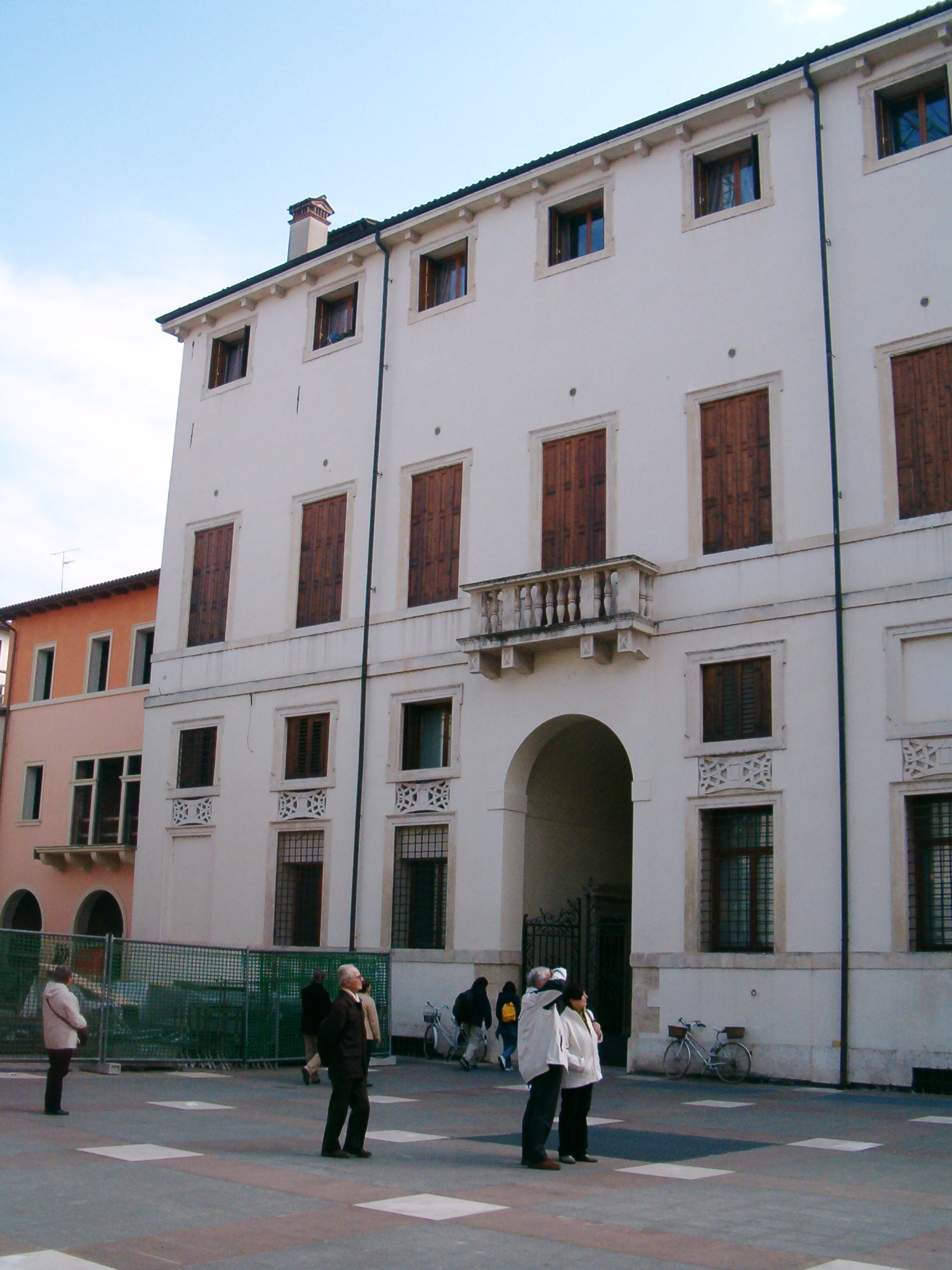
Vista da fachada traseira.
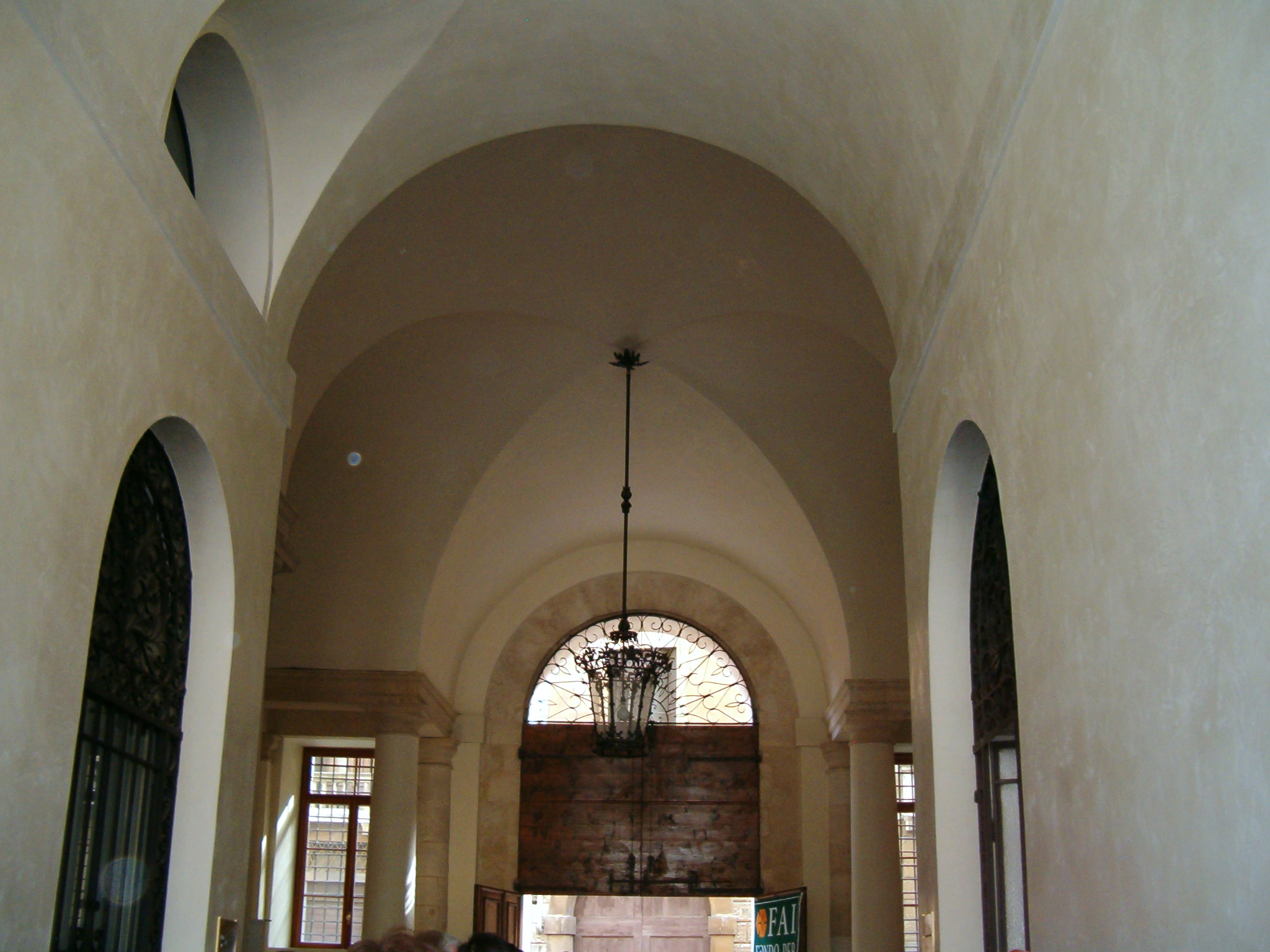
O átrio.
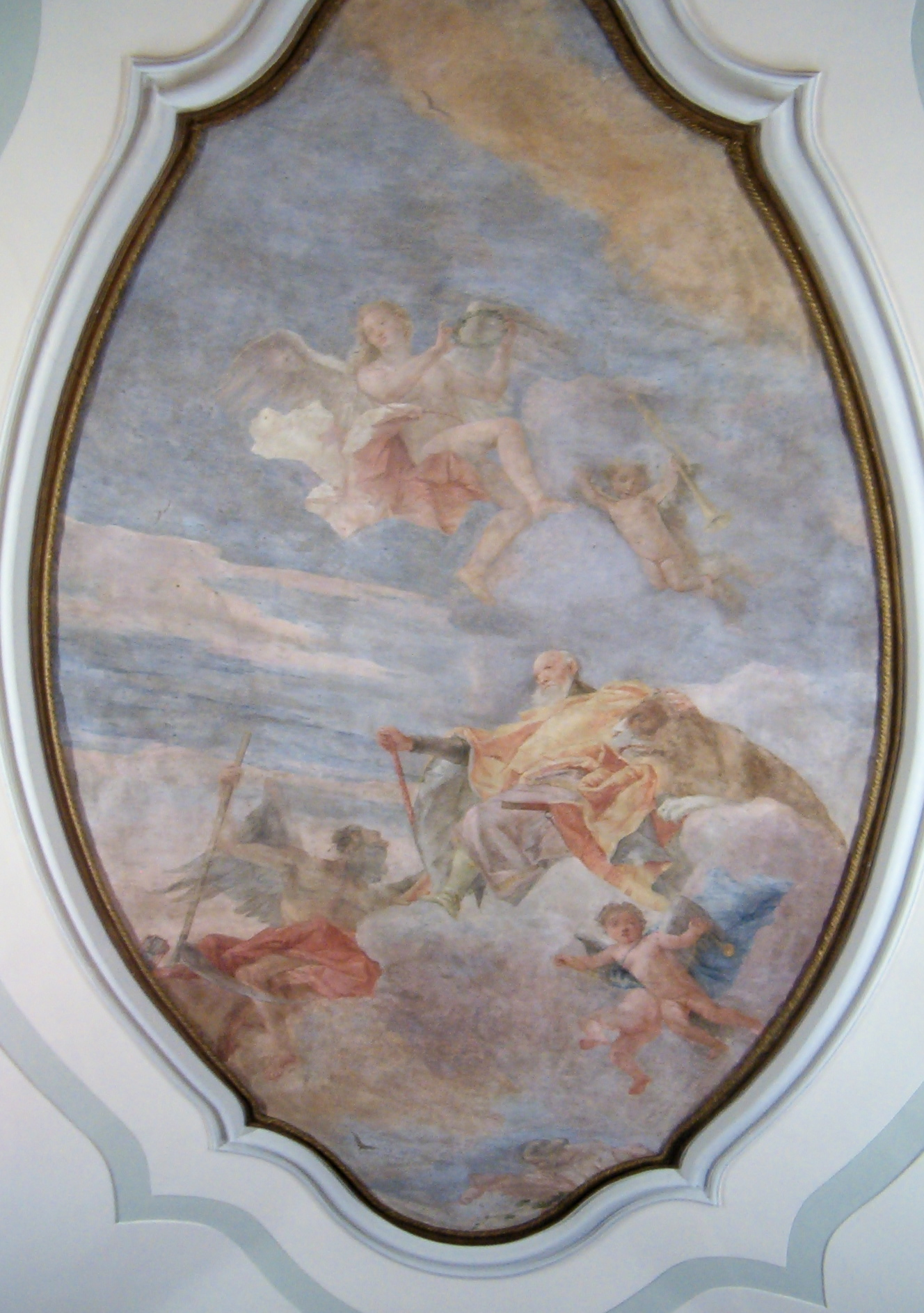
Sinópia dum medalhão no tecto.